# Salmó
|  | Per a altres significats, vegeu «Salmó (desambiguació)». |

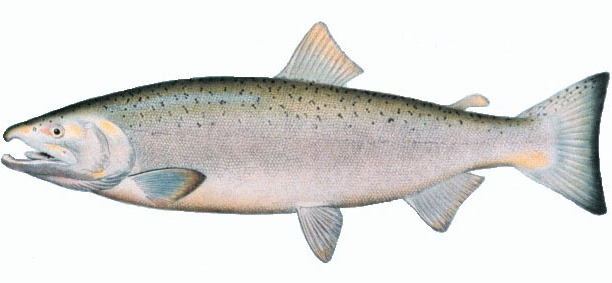
Salmó

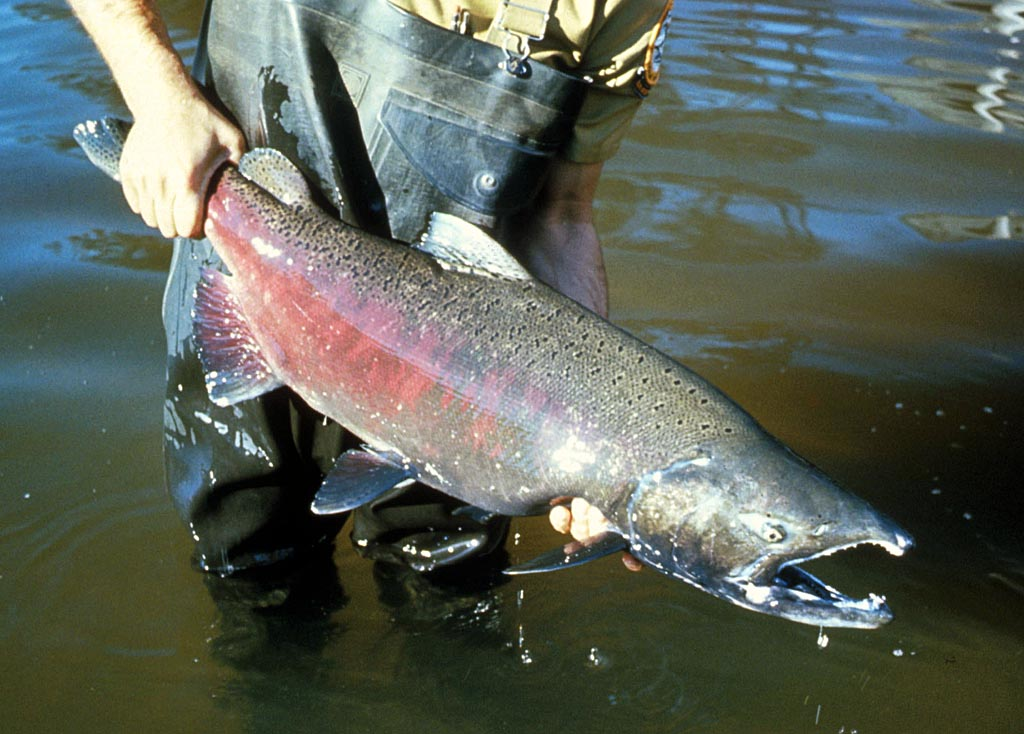
Salmó tornant al seu lloc de naixement

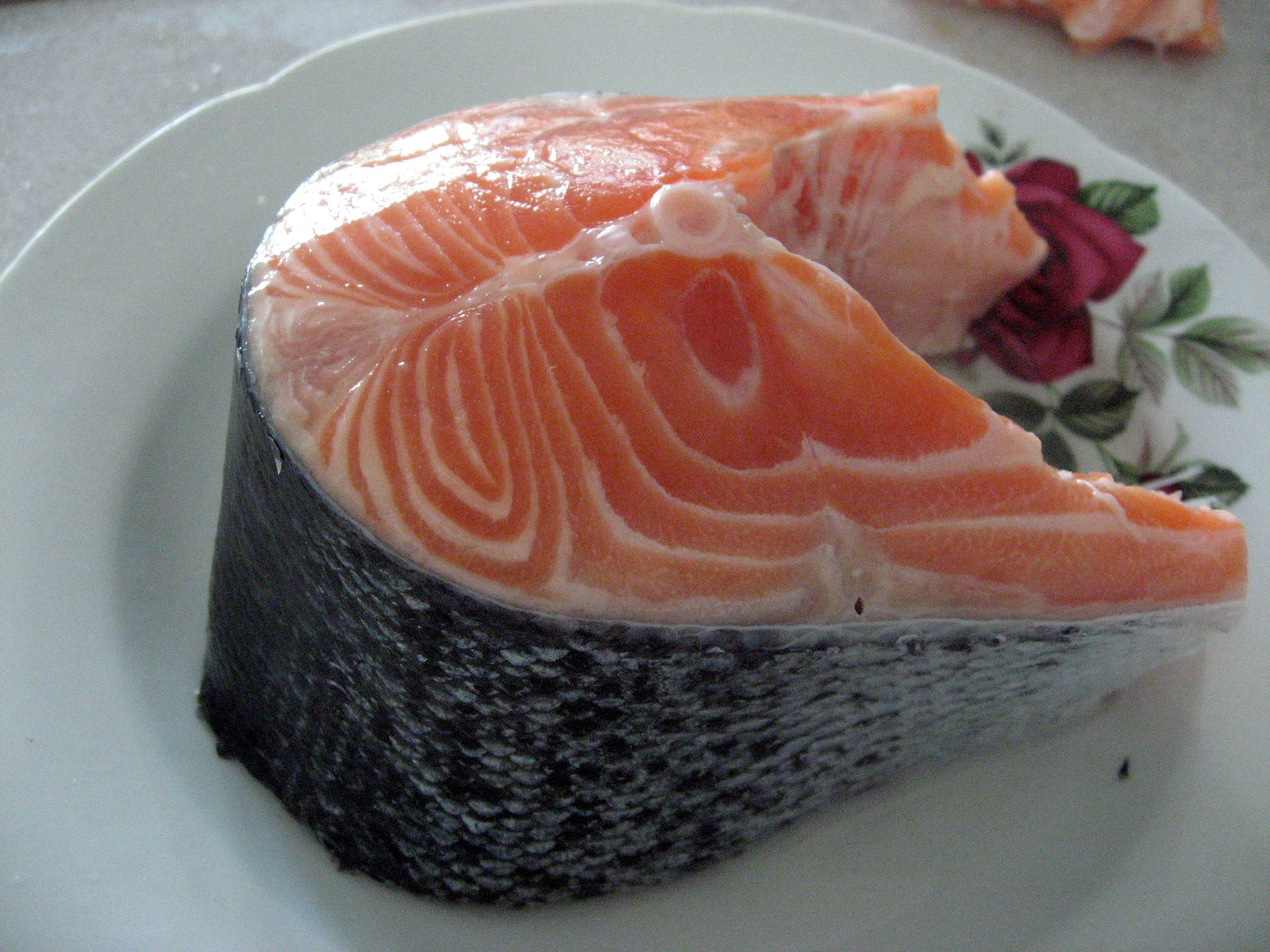
Filet de salmó

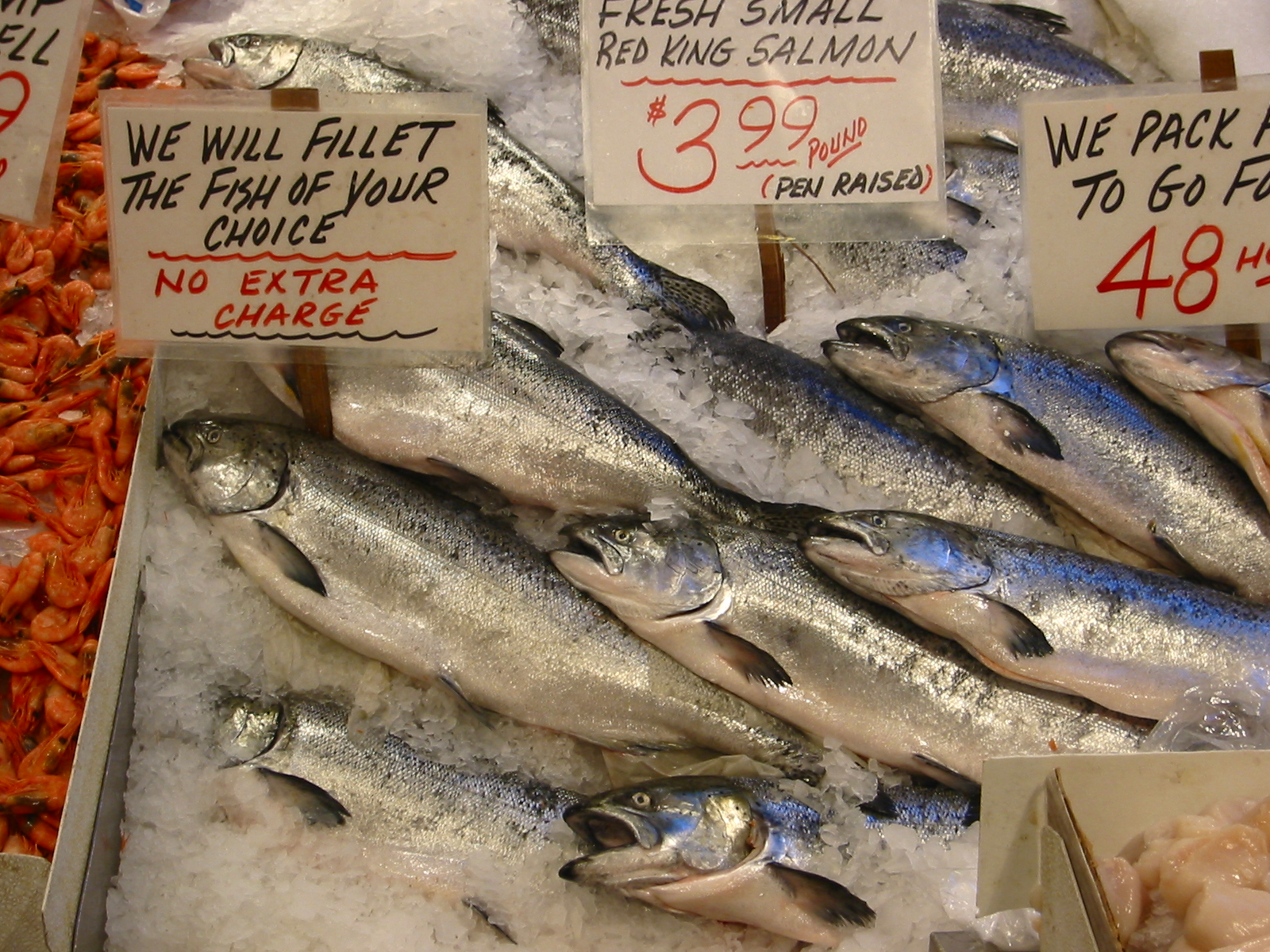
Salmó al mercat

El salmó és el nom comú per diverses espècies de peixos de la família dels salmònids (Salmonidae). Els salmons no es poden agrupar en únic tàxon sinó que estan repartits entre diversos gèneres.
Els salmons són peixos migratoris; neixen en aigua dolça, migren als oceans, i després tornen a l'aigua dolça per a reproduir-se. Tanmateix, hi ha espècies rares que només poden sobreviure en aigua dolça. Això es deu probablement a la domesticació de certes espècies de salmó. Col·loquialment es diu que els salmons tornen a reproduir-se exactament al mateix indret on nasqueren. Els salmons moren poc després de reproduir-se.
Hi ha salmons a l'oceà Atlàntic, al Pacífic i en alguns grans llacs continentals.
En general, els salmons pertanyen als gèneres Salmo (Atlàntic), Oncorhynchus (Pacífic) i Coregonus (llacs centreeuropeus).
El salmó europeu o atlàntic (Salmo salar) típicament es mou entre els 15 i 39 kg de pes.

## Gastronomia
El salmó és un aliment habitual i valorat pel seu alt contingut en proteïnes, àcids grassos omega 3, vitamines i minerals, mentre presenta relativament un baix contingut en greixos saturats i mercuri.
El salmó, pel seu perfil de composició de greixos, és considerat com a peix blau.